# Puerto Madryn
Puerto Madryn (en gallois : Porth Madryn), parfois Port-Madryn, est une ville de la province de Chubut, en Argentine, et le chef-lieu du département de Biedma. Elle se trouve au bord de l'océan Atlantique, à 61 km au nord de Rawson, la capitale provinciale, et à 1 075 km au sud-ouest de Buenos Aires, la capitale fédérale. Sa population s'élevait à 103 175 habitants en 2022, ce qui en fait la deuxième plus grande ville de la province, après Comodoro Rivadavia et devant Trelew.
Puerto Madryn est considérée comme la porte d'entrée de la péninsule Valdés, déclarée en 1999 patrimoine mondial par l'UNESCO.

## Géographie
Puerto Madryn se trouve au fond d'un golfe profond, le golfe Nuevo, formé par la péninsule Valdés et le cap de Punta Ninfas. Le paysage alentour est celui de la meseta (plateau patagon), formant tout au long de la côte une succession d'escarpements et de plages de sable.
Le climat est semi-désertique et frais, avec des précipitations annuelles moyennes de 150 à 200 mm.

## Histoire
La fondation de la ville date du 28 juillet 1865, lorsque cent cinquante Gallois arrivèrent à bord du bateau La Mimosa, et appelèrent Puerto Madryn le port naturel où ils avaient débarqué, en référence à Loves Jones Parry, qui était le baron de Madryn au pays de Galles. L'établissement se développa à la suite de l'arrivée du chemin de fer qui le relia à Trelew.

## Économie
L'économie de la ville repose sur la pêche, la production d'aluminium et le tourisme.
La principale entreprise de Puerto Madryn est la société Aluar Aluminio Argentino S.A.I.C., qui est implantée au nord de la ville. Le choix du site tient à l'existence d'un port en eau profonde pour l'importation de la bauxite et l'exportation des produits et à la fourniture d'électricité par le complexe hydroélectrique de Futaleufú (Complejo Hidroeléctrico Futaleufú), situé dans les Andes, à 540 km à l'ouest. L'usine Aluar commença à produire de l'aluminium en 1974 et demeure l'unique producteur d'aluminium d'Argentine. La capacité a atteint 275 000 t/an et doit être portée à 400 000 t/an. Les trois quarts de la production sont exportés.

## Tourisme
Durant la saison d'été, les plages sont très prisées et la température estivale est très agréable sur les côtes de Patagonie argentine. On pratique le bronzage, les bains de mer et toutes sortes de sports nautiques. La ville est équipée en hôtels et restaurants qui sont ouverts toute l'année.
Les golfes San José et Nuevo sont visités pour réaliser des « baptêmes sous-marins ». Puerto Madryn est appelée la « Capitale nationale de la plongée ». Elle a des eaux cristallines et sereines, ce qui permet la pénétration de la lumière jusqu'à 70 mètres de profondeur.
En hiver ont lieu des excursions pour observer les baleines franches, les dauphins, les dauphins de Commerson, les manchots, les éléphants de mer et toutes sortes d'oiseaux.
Par le port passent des croisières qui ont pour destination le sud de l'Argentine ou le Chili.

## Galerie

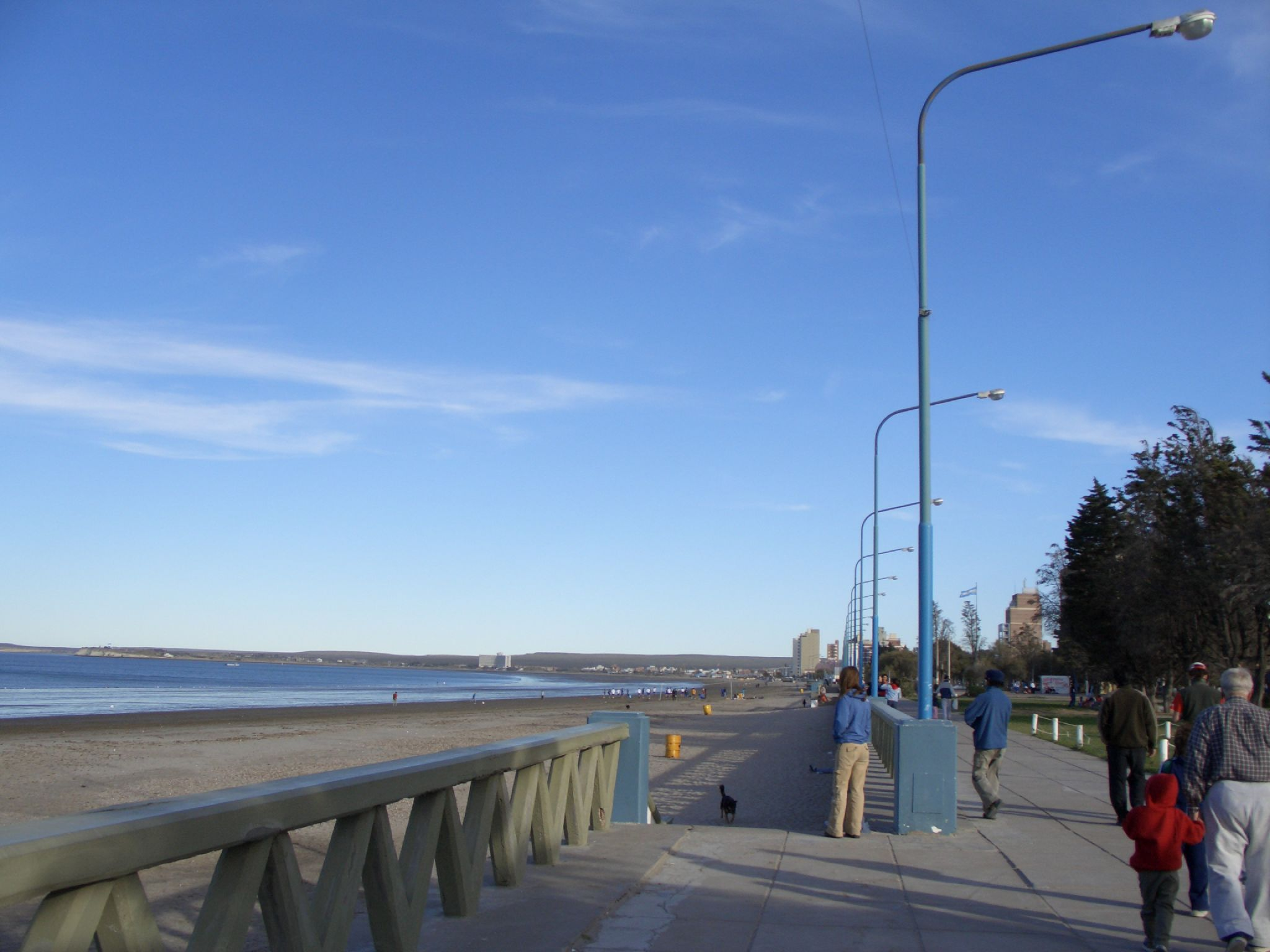
Plage de Puerto Madryn
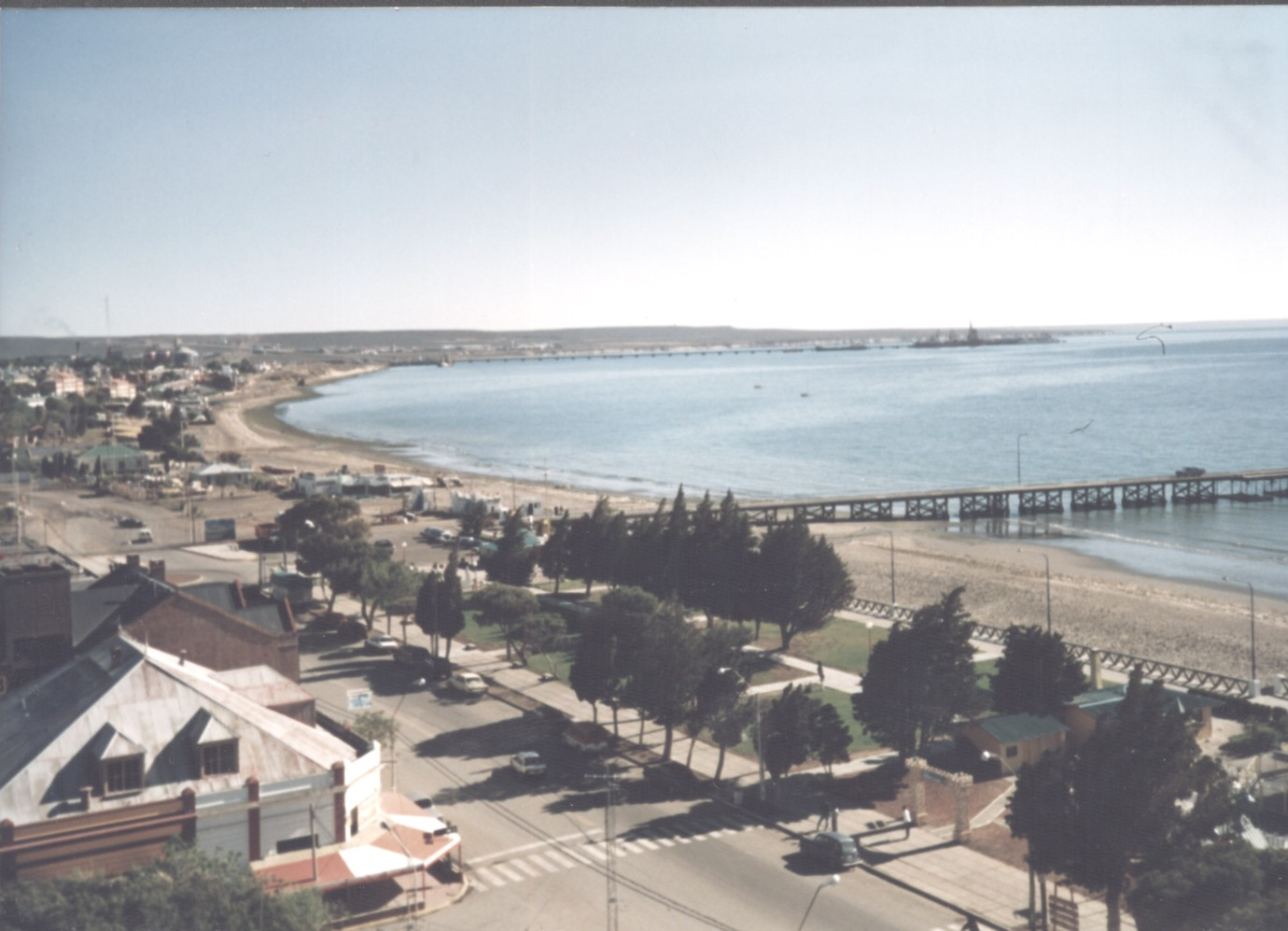
Vue de Puerto Madryn